# Четвёртый Константинопольский собор (879—880)
Четвёртый Константинопольский собор, иногда Софийский Собор — собор Христианской церкви, созванный в 879 году под председательством Фотия в Константинополе и заседавший в храме Святой Софии. Собор, среди прочего, причислил к числу Вселенских Второй Никейский собор 787 года.
Определения Собора 879 года входят в канонический кодекс Православной Церкви.

## История
По смерти патриарха Игнатия 23 октября 877 года, Фотий вновь взошёл на кафедру Константинопольских Патриархов; был созван новый Собор — прежде всего для отмены решения Собора 869 года.
День открытия собора неизвестен; в актах отсутствует обозначение даты. Известно, что второе заседание состоялось 17 ноября 879 года.
На Соборе присутствовали представители всех Патриархов и папские легаты (Евгений, Пётр и Павел) — всего 383 епископа. Собор восстановил Фотия на престоле, осудил собрание 869 года.
На пятом заседании собора было принято три правила, которые вошли в Каноны Православной церкви.
На соборе читался Никео-Цареградский Символ веры без «Филиокве» — шестое заседание собора, затем на соборе было объяснено, почему Символ имеет особое значение: «Мы принимаем всем сердцем и исповедуем устами, дошедший до нас из древности символ и возвещая его, ничего не убавляя и не прибавляя к нему, и не изменяя и не повреждая его».
Собор издал определение, осуждающее какие бы то ни было добавления к Никео-Цареградскому Символу и наложил прещение на тех, кто это делает: «если кто из лиц духовных допускает изменение или добавление к этому Символу, таковый подлежит извержению из священства, миряне дерзающие это делать подлежат анафеме».
Седьмое заседание собора запретило добавления к Никейскому Символу.

## Статус
В греческих православных церквях собор 879 года фактически почитается VIII Вселенским; формально имеет статус поместного.
Католическая церковь не признаёт решений Собора 879 года.